# Afraflacilla gunbar
Afraflacilla gunbar là một loài nhện trong họ Salticidae.
Loài này thuộc chi Afraflacilla. Afraflacilla gunbar được Marek Żabka & Gray miêu tả năm 2002.